# Stazione di Exhibition Centre
La stazione di Exhibition Centre (in gaelico scozzese: Ionad Taisbeanaidh) è una stazione ferroviaria nel quartiere di Finnieston, a Glasgow, in Scozia.
La stazione si trova sulla Argyle Line ed è gestita da Abellio ScotRail.

## Storia
La stazione è stata inaugurata nel 1894 con il nome di Stobcross, dal quartiere in cui è situata. Inizialmente si trovava sulla Glasgow Central Railway, ma è stata chiusa negli anni sessanta insieme a tutta la linea. Nel 1979, con l'apertura della nuova Argyle Line, anche la stazione è stata riaperta, con il nome di Finnieston. Nel 1986, in seguito all'apertura dello Scottish Exhibition and Conference Centre, la stazione ha assunto il nome attuale.
Nel 1994 il fiume Kelvin è esondato nei pressi della stazione in disuso di Kelvinbridge. L'acqua ha attraversato la vecchia galleria della Glasgow Central Railway fino a raggiungere la Argyle Line. L'allagamento della linea ha causato il blocco di numerosi treni.
Alle 8.34 di lunedì 3 settembre 2007 alcuni vagoni non in servizio sono deragliati dopo aver lasciato la stazione in direzione di Anderston. Due persone sono rimaste ferite e la linea è stata chiusa per due giorni.